# Вулиця Олександра Невського (Мелітополь)
Вулиця Олександра Невського — вулиця в Мелітополі, що йде від старого центру міста до Піщаного. Одна з головних вулиць у старому центрі міста. По ній проходить автодорога М-14 «Одеса — Мелітополь — Новоазовськ». 

## Історія
Вулиця Олександра Невського була однією з центральних вулиць дореволюційного Мелітополя. Вона перетинала місто з півночі на південь, починаючись у Кизиярського струмка і закінчуючись на ярмарковій площі (нинішня нижній майданчик моторного заводу). Продовженням вулиці на південь від площі була вулиця Садова, а на північ, за Кизиярським струмком — вулиця Фонтанна в селі Червона Гірка, в той час ще не входло в межі міста.

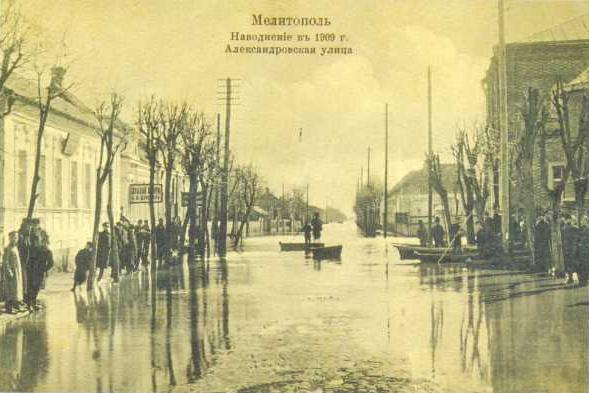
Вулиця Олександра Невського під час повені 1909 року

На вулиці Олександра Невського розташовувалося безліч магазинів і крамниць: продуктових, одежних, капелюшних, взуттєвих, книжкових, меблевих. Місцем жвавій торгівлі була і Базарна площа (нинішня площа Революції). На початку XX століття на ній було 77 торгових лавок, 26 з яких належали караїмам. На Базарній площі знаходилася артезіанська криниця, від якого йшов водопровід, що забезпечував водою третину Мелітополя.

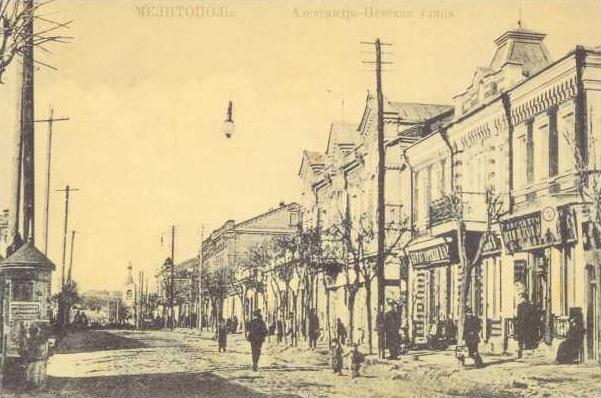
Вулиця Олександра Невського у 1916 році

На тому місці, де зараз знаходиться нижній майданчик моторного заводу, була розташована ярмаркова площа, на якій тричі на рік проводились ярмарки. На ярмарку на площі ставилися балагани, приїжджав цирк або звіринець, встановлювалися атракціони: човники, каруселі, тир. Сюди привозили товар селяни Мелітопольського повіту та інших повітів Таврійської губернії. Головним товаром на мелітопольської ярмарку було зерно, яке потім залізницею вивозилося в північні губернії Росії та за кордон. З 1990-х років через високі залізничні тарифів зерно стали вивозити, через азовські порти, Мелітополь опинився в стороні від нових торгових потоків, і торговельні обороти Мелитопольских ярмарків пішли на спад.

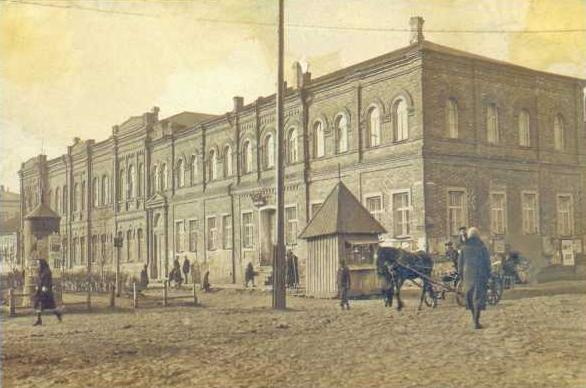
Мелітопольське реальне училище на початку XX століття. Нині трикотажна фабрика

У 1908 році підприємець І. Заферман побудував на вулиці Олександра Невського завод з виробництва нафтових двигунів. Цей завод поклав початок Мелітопольському моторному заводу, одному з найбільших підприємств міста.
25 жовтня 1921 вулиця Олександра Невського була перейменована на честь Карла Лібкнехта, Фонтанна — на честь Калініна, Садова — на честь Зінов'єва. 17 червня 1929 вулиці Калініна, Карла Лібкнехта і Зінов'єва були об'єднані в одну вулицю Карла Лібкнехта.
Під час німецької окупації 1941–1943 років вулиця знову називалася ім'ям Олександра Невського, а після звільнення Мелітополя радянськими військами — знову Карла Лібкнехта.
19 грудня 1990 частину вулиці на південь від вулиці Луначарського була перейменована у вулицю Олександра Невського, а частина на північ від вулиці Луначарського, на Червоній Горі, залишилася вулицею Карла Лібкнехта. Таким чином, вулиці Олександра Невського, єдиній з вулиць в історичному центрі Мелітополя, було повернуто її початкову назву. Слід, однак, зауважити, що ця назва є історичною тільки для невеликої ділянки вулиці (від перетину з вулицею Луначарського до перетину з вулицею Урицького). Південніше до революції перебували ярмаркова площа та вулиця Садова, а південний край нинішньої вулиці Олександра Невського взагалі перебуває за межами кордонів дореволюційного Мелітополя.

## Об'єкти
- Собор Олександра Невського, один з двох кафедральних соборів Запорізької та Мелітопольської єпархії,
- Мелітопольський інститут екології та соціальних технологій Відкритого міжнародного університету розвитку людини «Україна»,
- Автостанція № 2,
- АвтоЗАЗ-Мотор,
- Будинок Адіровіча, в якому зараз розміщується факультет мистецтв та художньої освіти Мелітопольського державного педагогічного університету ім. Б. Хмельницького,
- Спорткомплекс Мелітопольського моторного заводу.